# Santiago Denia
Santiago Denia Sánchez, conosciuto come Santi Denia o più semplicemente come Santi (Albacete, 9 marzo 1974), è un allenatore di calcio ed ex calciatore spagnolo, di ruolo difensore, commissario tecnico della nazionale spagnola Under-21.

## Carriera

### Giocatore

#### Club
Cresce nelle giovanili del Albacete, dove rimane fino al 1995, quando passa all'Atlético Madrid insieme al suo compagno José Francisco Molina. Nell'Atlético passa 9 anni, collezionando 226 presenze. Nel 2005 torna all'Albacete. Si ritira nel 2007.

#### Nazionale
Ha giocato per la nazionale spagnola Under 18, nazionale spagnola Under 21, nazionale spagnola olimpica e anche per la nazionale maggiore.

### Allenatore
La sua carriera di allenatore comincia nel 2009 come assistente di Abel Resino. Il 23 ottobre 2009, dopo l'esonero di Resino, viene nominato allenatore provvisorio. Nel luglio 2010 ha assunto la guida della nazionale spagnola Under-17, dove ha vinto il campionato europeo di categoria del 2017 e alla guida della nazionale spagnola Under-19 ha vinto il campionato europeo di categoria del 2019; alla guida della nazionale olimpica, ha vinto la medaglia d'oro ai Giochi olimpici di Francia.

## Statistiche

### Statistiche da allenatore

#### Nazionale
| Squadra         | Naz               | dal              | al               | Record | Record | Record | Record     | Record | Record | Record | Record |
| G               | V                 | N                | P                | GF     | GS     | DR     | % Vittorie |        |        |        |        |
| --------------- | ----------------- | ---------------- | ---------------- | ------ | ------ | ------ | ---------- | ------ | ------ | ------ | ------ |
| Spagna U-16     | Spagna (bandiera) | 1º luglio 2010   | 30 giugno 2013   | 7      | 3      | 2      | 2          | 9      | 9      | +0     | 42,86  |
| Spagna U-17     | Spagna (bandiera) | 1º luglio 2010   | 24 luglio 2018   | 92     | 50     | 23     | 19         | 169    | 86     | +83    | 54,35  |
| Spagna U-18     | Spagna (bandiera) | 12 dicembre 2022 | 18 gennaio 2024  | 6      | 3      | 2      | 1          | 10     | 3      | +7     | 50,00  |
| Spagna U-19     | Spagna (bandiera) | 24 luglio 2018   | 11 dicembre 2022 | 37     | 20     | 14     | 3          | 73     | 27     | +46    | 54,05  |
| Spagna U-21     | Spagna (bandiera) | 12 dicembre 2022 | in corso         | 17     | 10     | 5      | 2          | 32     | 11     | +21    | 58,82  |
| Spagna Olimpica | Spagna (bandiera) | 1º luglio 2024   | 30 agosto 2024   | 6      | 5      | 0      | 1          | 16     | 8      | +8     | 83,33  |
| Totale          | Totale            | Totale           | Totale           | 165    | 91     | 46     | 28         | 309    | 144    | +165   | 55,15  |

| Cronologia completa delle presenze e delle reti in nazionale ― Spagna olimpica | Cronologia completa delle presenze e delle reti in nazionale ― Spagna olimpica | Cronologia completa delle presenze e delle reti in nazionale ― Spagna olimpica | Cronologia completa delle presenze e delle reti in nazionale ― Spagna olimpica | Cronologia completa delle presenze e delle reti in nazionale ― Spagna olimpica | Cronologia completa delle presenze e delle reti in nazionale ― Spagna olimpica | Cronologia completa delle presenze e delle reti in nazionale ― Spagna olimpica | Cronologia completa delle presenze e delle reti in nazionale ― Spagna olimpica |
| Data                                                                           | Città                                                                          | In casa                                                                        | Risultato                                                                      | Ospiti                                                                         | Competizione                                                                   | Reti                                                                           | Note                                                                           |
| ------------------------------------------------------------------------------ | ------------------------------------------------------------------------------ | ------------------------------------------------------------------------------ | ------------------------------------------------------------------------------ | ------------------------------------------------------------------------------ | ------------------------------------------------------------------------------ | ------------------------------------------------------------------------------ | ------------------------------------------------------------------------------ |
| 24-7-2024                                                                      | Parigi                                                                         | Uzbekistan olimpica                                                            | 1 – 2                                                                          | Spagna olimpica                                                                | Olimpiadi 2024 - 1º turno                                                      | Marc Pubill Sergio Gómez Martín                                                | Cap: A.Ruiz                                                                    |
| 27-7-2024                                                                      | Bordeaux                                                                       | Rep. Dominicana olimpica                                                       | 1 – 3                                                                          | Spagna olimpica                                                                | Olimpiadi 2024 - 1º turno                                                      | Fermín López Álex Baena Miguel Gutierrez                                       | Cap: A.Ruiz                                                                    |
| 30-7-2024                                                                      | Nantes                                                                         | Spagna olimpica                                                                | 1 – 2                                                                          | Egitto olimpica                                                                | Olimpiadi 2024 - 1º turno                                                      | Samu Omorodion                                                                 | Cap: S.Camello                                                                 |
| 2-8-2024                                                                       | Lione                                                                          | Giappone olimpica                                                              | 0 – 3                                                                          | Spagna olimpica                                                                | Olimpiadi 2024 - Quarti di finale                                              | 2 Fermín López Abel Ruiz                                                       | Cap: A.Ruiz                                                                    |
| 5-8-2024                                                                       | Marsiglia                                                                      | Marocco olimpica                                                               | 1 – 2                                                                          | Spagna olimpica                                                                | Olimpiadi 2024 - Semifinale                                                    | Fermín López Juanlu Sánchez                                                    | Cap: A.Ruiz                                                                    |
| 9-8-2024                                                                       | Parigi                                                                         | Francia olimpica                                                               | 3 – 5 dts                                                                      | Spagna olimpica                                                                | Olimpiadi 2024 - Finale                                                        | 2 Fermín López Álex Baena 2 Sergio Camello                                     | Cap: A.Ruiz 2º titolo olimpico                                                 |
| Totale                                                                         |                                                                                | Presenze                                                                       | 6                                                                              |                                                                                | Reti                                                                           | 16                                                                             |                                                                                |

## Palmarès

### Giocatore

#### Competizioni nazionali
- Campionato spagnolo: 1

Atletico Madrid: 1995-1996
- Coppa di Spagna: 1

Atletico Madrid: 1995-1996
- Segunda División: 1

Atletico Madrid: 2001-2002

### Allenatore

#### Nazionale
- Campionato europeo di calcio Under-17: 1

2017
- Campionato europeo di calcio Under-19: 1

2019
- Oro olimpico: 1

Parigi 2024